# 기타야마 오사무
기타야마 오사무(일본어: 北山 修: 1946년 6월 19일 - )는 일본의 정신과 의사, 임상심리학자, 작곡가, 가수다. 
효고현 스모토시 출신으로 교토부 교토시에서 성장했다. 라쿠세이중고등학교, 교토부립의과대학 의학부를 졸업했다.
대학 재학 중에 가토 가즈히코와 만나 관서포크 붐의 출발점이 되는 밴드 더 포크 크루세이더즈를 결성했다. 1970년 전후의 포크 품에서 관서포크씬의 중심인물로서 활약했다. 〈전쟁을 모르는 아이들〉, 〈바람〉, 〈새색시〉, 〈하얀색은 연인의 색〉 등의 작사가로도 유명하다. 
이후 정신과 의사를 목표로 하여 음악계에서 물러나 런던으로 유학갔다.  최종 학위는 의학박사. 이후 큐슈대학 명예교수, 하쿠오대학 학장, 일본정신분석학회 회장을 역임했다.